# QuarkXPress
QuarkXPress é um software aplicativo de editoração eletrônica e layout gráfico em WYSIWYG desenvolvido pela empresa norte-americana Quark Inc.. Lançado em 1987 para Apple Macintosh continua sendo desenvolvido até os dias atuais, atualmente com a versão estável 9.2. É, ao lado de Adobe InDesign (ou seu predecessor Adobe PageMaker), um dos programas mais utilizados em ambientes profissionais de editoras e agências de publicidade.

## História
QuarkXPress, lançado em 1987, foi desenvolvido por Tim Gill, co-fundador da empresa Quark Inc. (que em 2000 vendeu 50 % da sua parte). A versão QuarkXPress 3.1 (1992) foi a primeira edição para o sistema operativo Microsoft Windows, QuarkXPress 6 (2003) a primeira versão apoiando Mac OS X.